# American Bang
American Bang é uma banda americana de southern rock formada em Nashville, Tennessee.O grupo foi fundado por dois ex-membros da banda Llama, um terceiro membro da banda The Kicks juntamente com um quarto membro no ano de 2005. A formação inicial recebeu o nome de Bang Bang Bang e auto-lançaram um álbum com esse nome também em 2005. Em 2006 assinaram com a Warner Bros Record e mudaram o nome para American Bang, depois de terem descoberto outra banda com o nome de Bang Bang Bang.
Seu primeiro EP com o novo nome chegou ao mercado em 2007, e um novo clipe foi emitido em 2010. A canção "Wild And Young" é apresentada como tema do show WWE's NXT.

## Membros
- Ben Brown - guitarra
- Neil Mason - bateria
- Jaren Johnston - vocal, guitarra
- Kelby Ray - baixo, vocal de apoio

## Discografia
- I Shot the King (2005)
- Move to the Music EP (2007)
- American Bang (Reprise, 2010)

## Singles
| Ano  | Single         | Álbum         |
| ---- | -------------- | ------------- |
| 2010 | Wild And Young | American Bang |
| 2010 | Whiskey Walk   | American Bang |